# Jan Eekhof
Jan Adam Eekhof (Den Haag, 26 oktober 1928 – Leiden, 22 maart 2007) was een Leidse studentenpredikant en verzamelaar van werken van en over de schrijver Louis Couperus (1863-1923).

## Persoonlijk leven
Eekhof groeide op in Haarlem en studeerde tussen 1948 en 1954 theologie in Leiden, vlak na de Tweede Wereldoorlog. Hij was eerst predikant in Wijk aan Zee voordat hij jarenlang in Leiden fungeerde als studentenpastor en academiepredikant. Hij werd als pastor, predikant en leider van (theologische) gespreksgroepen door velen gewaardeerd. Hij trouwde in 1954 met mr. Wicky M. G. de Vries, van 1986-2000 lid van de Raad van State; zij hadden twee zonen en een dochter, en vijf kleinkinderen. Hij was Officier in de Orde van Oranje-Nassau.

## Verzamelaar van het werk van en over Louis Couperus
Behalve als predikant werd hij bekend als groot verzamelaar van werken van en over Louis Couperus. Op 9 juni 2006, één dag voor de verjaardag van Couperus, werd bekend dat Nederlandse instellingen de collectie-Eekhof hadden aangekocht voor het bedrag van 225.000 euro via het Leidse antiquariaat AioloZ van Piet van Winden. De enorme collectie, en zonder twijfel de grootste die ooit van de schrijver bijeengebracht is of zal worden, is verdeeld tussen de Koninklijke Bibliotheek (KB) voor de boeken en het Letterkundig Museum (NLMD) voor alle handschriften en andere unica. De collectie, door Van Winden genoemd de collectie Sine Qua Non, bevat vrijwel alle gepubliceerde uitgaven van Couperus, zowel oorspronkelijk, Nederlands werk als vertalingen. Maar de collectie bevat ook handschriften, brieven en opdrachtexemplaren van Couperus.
De collectie in de KB is inmiddels geheel ontsloten; dit geldt nog niet voor die in het NLMD. Wel zijn verschillende artikelen over de collectie verschenen.